# احتضار

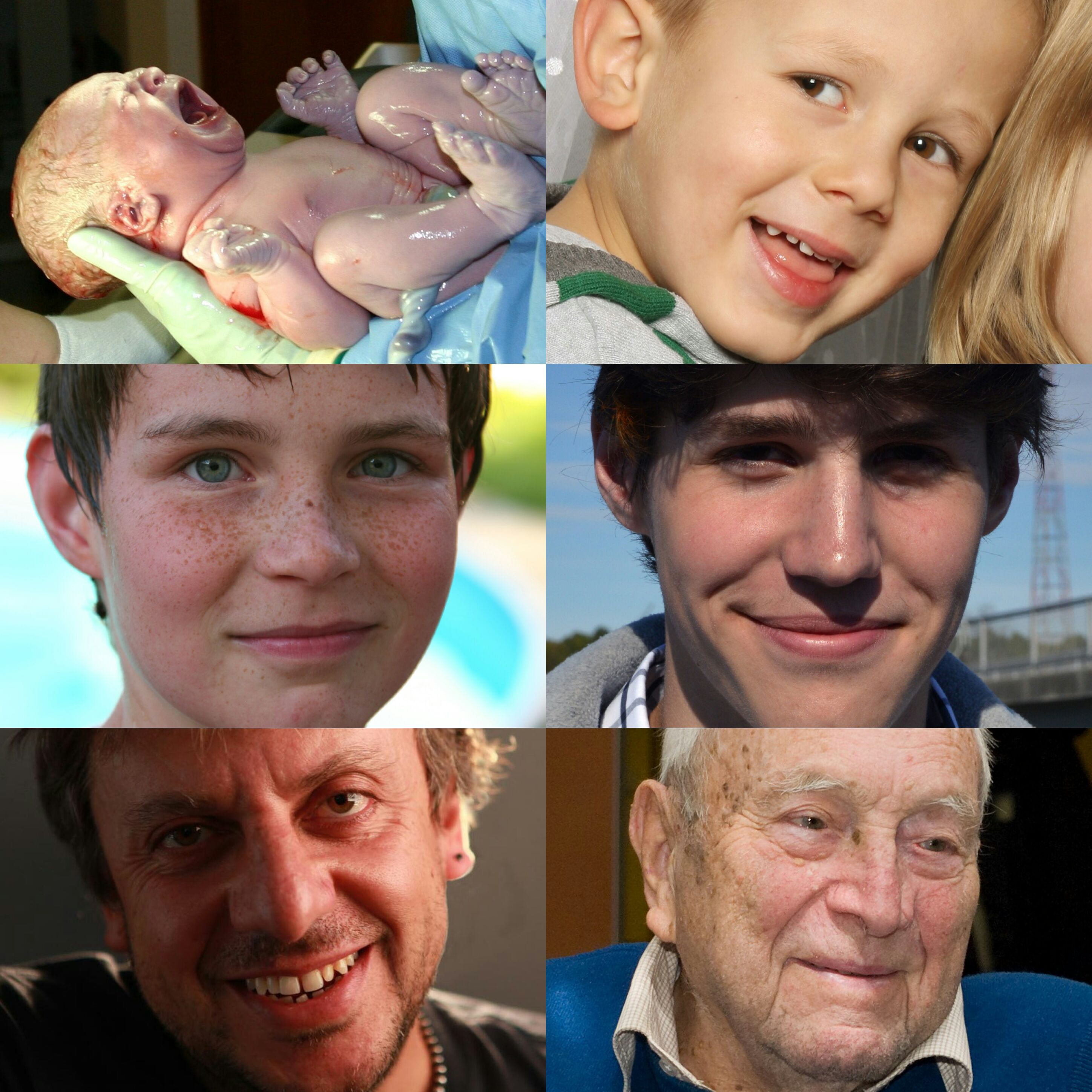
مراحل التطور البشري، من الطفولة إلي الشيخوخة

الاحتضار هو المرحلة الأخيرة من الحياة التي ستؤدي في النهاية إلى الموت. يعد تشخيص الموت عملية معقدة من اتخاذ القرارات السريرية، وتستند معظم قوائم المراجعة التي تسهل هذا التشخيص إلى تشخيصات السرطان.

## مؤشرات الاحتضار
ينصح المعهد الوطني للسرطان في الولايات المتحدة أن وجود بعض العلامات التالية قد يشير إلى اقتراب الموت:
- النعاس وزيادة النوم و / أو عدم الاستجابة (بسبب التغيرات في التمثيل الغذائي للمريض).
- الارتباك بشأن الزمان والمكان و / أو هوية الأحباء ؛ الأرق؛ رؤى الناس والأماكن غير الموجودة؛ سحب بياضات الأسرة أو الملابس (ناتج جزئيًا عن تغيرات في التمثيل الغذائي للمريض).
- قلة التنشئة الاجتماعية والانسحاب (بسبب نقص الأكسجين في الدماغ، وانخفاض تدفق الدم، والاستعداد العقلي للموت).
- قلة الحاجة للطعام والسوائل، وفقدان الشهية (بسبب حاجة الجسم للحفاظ على الطاقة وتناقص قدرته على استخدام الطعام والسوائل بشكل صحيح).
- فقدان السيطرة على المثانة أو الأمعاء (بسبب ارتخاء العضلات في منطقة الحوض).
- البول الداكن أو انخفاض كمية البول (بسبب تباطؤ وظائف الكلى و / أو انخفاض تناول السوائل).
- تصبح البشرة باردة عند لمسها، وخاصة اليدين والقدمين ؛ قد يصبح الجلد مائلاً إلى الزرقة، خاصةً على الجانب السفلي من الجسم (بسبب انخفاض الدورة الدموية في الأطراف).
- أصوات خشخشة أو قرقرة أثناء التنفس، والتي قد تكون عالية (خشخشة الموت)؛ التنفس غير المنتظم والضحل ؛ انخفاض عدد الأنفاس في الدقيقة؛ التنفس الذي يتناوب بين السريع والبطيء (الناجم عن الازدحام الناتج عن انخفاض استهلاك السوائل، وتراكم الفضلات في الجسم، و / أو انخفاض الدورة الدموية في الأعضاء).
- تحول الرأس نحو مصدر الضوء (بسبب ضعف الرؤية).
- زيادة صعوبة السيطرة على الألم (بسبب تطور المرض).
- تعتبر الحركات اللاإرادية (تسمى الرمع العضلي)، وزيادة معدل ضربات القلب، وارتفاع ضغط الدم متبوعًا بانخفاض ضغط الدم، وفقدان ردود الفعل في الساقين والذراعين علامات إضافية على اقتراب نهاية الحياة.

## وجهات نظر ثقافية حول الاحتضار
يختلف كيف يفهم البشر ويتعاملون مع عملية الاحتضار باختلاف الثقافات. في بعض الثقافات، الموت هو الإنهاء الكامل للحياة. في ثقافات أخرى، يمكن أن يشمل الاحتضار حالات متغيرة من الوجود، مثل النوم أو المرض. في بعض التقاليد، يشير الاحتضار إلى الانتقال إلى نوع مختلف من الوجود، أو ينطوي على نمط دوري للموت والولادة من جديد. تؤثر هذه الاختلافات الثقافية على أنماط حياة الناس وسلوكياتهم وطريقة تعاملهم مع الاحتضار والموت.

### الولايات المتحدة الامريكية
في الولايات المتحدة، تؤدي ثقافة "تحدي الموت" المنتشرة إلى مقاومة عملية الاحتضار. غالبًا ما يُنظر إلى الموت والمرض على أنهما أشياء يجب "محاربتها"، مع اعتبار المحادثات حول الاحتضار والوفاة مرضية أو من المحرمات. يموت معظم الناس في مستشفى أو منشأة تمريض، مع وفاة حوالي 30٪ فقط في المنزل.] نظرًا لأن الولايات المتحدة دولة متنوعة ثقافيًا، فإن المواقف تجاه الاحتضار والموت تختلف وفقًا للعوامل الثقافية والروحية.

### الصين
في الثقافة الصينية، يُنظر إلى الموت على أنه نهاية الحياة - لا توجد حياة أخرى - مما يؤدي إلى تصورات سلبية عن الموت. تنبع هذه المواقف تجاه الاحتضار والموت من الديانات السائدة في الصين: الطاوية والبوذية والكونفوشيوسية.

### جنوب المحيط الهادئ
في بعض ثقافات جنوب المحيط الهادئ، يُعتقد أن الحياة تترك جسد الشخص عندما يكون مريضًا أو نائمًا، مما يؤدي إلى "وفيات" متعددة في فترة حياة واحدة.

## وجهات نظر دينية حول الاحتضار

### النصرانية
في العقيدة المسيحية، يتفق معظمهم على أن المؤمنين سيختبرون الموت مرة واحدة فقط ؛ ومع ذلك، فإن التقاليد المختلفة تحمل معتقدات مختلفة حول ما يحدث خلال الحالة الوسيطة، الفترة بين الموت والقيامة الشاملة. بالنسبة للعديد من التقاليد، الموت هو انفصال الجسد عن الروح، لذلك تستمر الروح في الوجود في حالة بلا جسد. وتعتقد تقاليد أخرى أن الروح والجسد لا ينفصلان، أي أن موت الجسد يجعل الروح غير واعية حتى القيامة. يعتقد البعض الآخر أن الروح تترك الجسد موجودًا في الجنة أو الجحيم.

### الإسلام
في العقيدة الإسلامية، يتم تحديد وقت الوفاة سلفًا، وبالتالي يُنظر إلى الموت على أنه إرادة الله. لذلك يعتبر الموت أمرًا مقبولًا، مع تشجيع المسلمين بانتظام على التفكير في الاحتضار والموت. يفضل غالبية المسلمين الموت في منازلهم، محاطين بأحبائهم،

### الهندوسية
في الهندوسية، يعتقد أن الناس يموتون ويولدون من جديد بهوية جديدة

### البوذية
في البوذية الصينية، يُقال إن المرضى المحتضرين سيختبرون مراحل بين حالة العذاب وحالة الابتهاج، ويجب أن يساعد القائم بالرعاية المريض المحتضر على البقاء في حالة الابتهاج من خلال صلاة نيانفو. في بعض أجزاء البوذية، يعيش الأموات والأحياء معًا، مع وجود القوة والتأثير على حياة الأخير.

## العلاج الطبي

### الإنعاش
الإنعاش هو عملية إحياء لشخص ما ويتم إجراؤه عندما يكون الشخص فاقدًا للوعي أو يحتضر. يتم إجراء الإنعاش باستخدام مجموعة متنوعة من التقنيات، وأكثرها شيوعًا هو الإنعاش القلبي الرئوي (CPR). الإنعاش القلبي الرئوي هو إجراء يتكون من دورات ضغط الصدر ودعم التهوية بهدف الحفاظ على تدفق الدم والأكسجين إلى الأعضاء الحيوية في الجسم. يتم أيضًا توفير جهاز إزالة الرجفان أو الصدمة بعد الإنعاش القلبي الرئوي في محاولة لبدء القلب. غالبًا ما تكون خدمات الطوارئ الطبية (EMS) هي أول من يقدم الإنعاش القلبي الرئوي للمرضى خارج المستشفى. على الرغم من أن EMS غير قادرة على نطق الموت، فقد طُلب منهم تحديد وجود علامات واضحة للوفاة وقياس ما إذا كان ينبغي محاولة الإنعاش القلبي الرئوي أم لا. لا يُشار إلى الإنعاش القلبي الرئوي إذا كان مقدم الخدمة معرضًا لخطر الأذى أو الإصابة أثناء محاولة الإنعاش القلبي الرئوي، أو إذا كانت هناك علامات واضحة على الوفاة (قسوة الموت، والشعور المعتمد، وقطع الرأس، والقطع، والتحلل، وما إلى ذلك)، أو إذا كان المريض معفيًا من الإنعاش . عادةً ما يكون الإعفاء هو الحال عندما يكون لدى المريض توجيه متقدم، أو نموذج أوامر الطبيب للعلاج المستدام للحياة (POLST) يشير إلى أن الإنعاش غير مرغوب فيه، أو أمر صالح بعدم محاولة الإنعاش (DNAR).

### رعاية نهاية الحياة
تتجه رعاية نهاية العمر نحو مرحلة طبيعية في عملية المعيشة، على عكس الظروف الأخرى. تنص المنظمة الوطنية لرعاية المسنين والرعاية التلطيفية (NHPCO) على أن رعاية المسنين أو رعاية نهاية الحياة تبدأ عندما لا تكون العلاجات العلاجية ممكنة، ويتم تشخيص الشخص بمرض عضال مع بقاء أقل من ستة أشهر. تتضمن رعاية المسنين رعاية ملطفة تهدف إلى توفير الراحة للمرضى ودعم أحبائهم. تدمج هذه العملية الرعاية الطبية وإدارة الألم، فضلاً عن الدعم الاجتماعي والعاطفي المقدم من الأخصائيين الاجتماعيين وأعضاء آخرين في فريق الرعاية الصحية بما في ذلك أطباء الأسرة والممرضات والمستشارون والمتطوعون المدربون ومساعدو الصحة المنزلية. ترتبط رعاية المسنين بتحسين الأعراض، ويسهل تحقيق رغبات نهاية العمر، ويؤدي إلى جودة أعلى في رعاية نهاية العمر مقارنة بالرعاية القياسية التي تنطوي على مكثف في المستشفى.

## عمليات التكيف النفسي
عندما يدرك الشخص أن حياته مهددة بمرض قاتل، فإنه يتصالح معه ويقترب من نهايته. تم وصف هذه المواجهة في اليوميات والسير الذاتية والتقارير الطبية والروايات وأيضًا في الشعر. منذ منتصف القرن العشرين، تم البحث في "الكفاح" ضد الموت في العلوم الاجتماعية على أساس البيانات التجريبية والدراسات الميدانية والبحوث الميدانية. تهدف النظريات والنماذج المطورة إلى خدمة المساعدين بمرافقة المرضى الميؤوس من شفائهم قبل أي شيء آخر.
تصف نظريات الموت الجوانب النفسية والاجتماعية للموت بالإضافة إلى نماذج لعملية الاحتضار. الجوانب النفسية والاجتماعية التي تم إبرازها بشكل خاص هي: الألم الكلي (C. Saunders)، القبول (J.M Hinton، Kübler-Ross)، الوعي / انعدام الأمن (B.Glaser، A.Strauß)، الاستجابة للتحديات (E.S.Shneidman)، الملاءمة (A. D.، الحكم الذاتي (H.Müller-Busch [18])، الخوف (R. Kastenbaum، [19] GD Borasio) والتناقض (E. Engelke [20]).

### نماذج المراحل
كان هناك العديد من نماذج المراحل لمسار الاحتضار التي تم تطويرها من منظور نفسي ونفسي-اجتماعي. يتم التمييز بين ثلاث إلى اثنتي عشرة مرحلة يمر بها الشخص المحتضر.
تم تطوير وتنقيح نموذج المرحلة مؤخرًا وهو نموذج كوكبة المرض، الذي نُشر لأول مرة في عام 1991. ترتبط المراحل بالصدمة والدوخة وعدم اليقين عند ظهور الأعراض الأولى والتشخيص. تغيير الحالات والأفكار العاطفية، والجهود المبذولة للحفاظ على السيطرة على حياة المرء ؛ الانسحاب، والحزن على القدرات المفقودة، والمعاناة من الفقدان الوشيك لوجود المرء ؛ أخيرًا التدهور النفسي الجسدي.
أشهرها هو نموذج المراحل الخمس للحزن الذي طورته إليزابيث كوبلر روس، طبيبة نفسية سويسرية أمريكية. جمعت كوبلر روس في عملها العديد من النتائج الموجودة مسبقًا لعلم الثاناتولوجيا والتي نشرها جون هينتون وسيسيلي سوندرز وبارني جلاسر وأنسيلم إل شتراوس وآخرين. لهذا السبب، لفتت انتباه الجمهور إليها أكثر مما تلقته سابقًا، والتي استمرت حتى يومنا هذا. وركزت على علاج الموتى بالحزن والحداد، بالإضافة إلى دراسات حول تجارب الموت والاقتراب من الموت. المراحل الخمس في هذا النموذج هي التالية: الإنكار والعزلة، والغضب، والمساومة، والاكتئاب، والرضا. وفقًا لـ Kübler-Ross، فإن الأمل موجود دائمًا تقريبًا في كل مرحلة من المراحل الخمس، مما يشير إلى أن المرضى لا يستسلموا أبدًا ولا يجب نزع هذا الأمل منهم. وسرعان ما يتبع فقدان الأمل الموت، ولا يمكن التغلب على الخوف من الموت إلا من قبل الجميع بدءًا من أنفسهم وقبول موتهم، وفقًا لكوبلر روس. من خلال بحث Kübler-Ross، وضع الأطباء النفسيون دوافع جديدة للتعامل مع الناس المحتضرين والمحتضرين. كانت رسالتها الرئيسية هي أن الأشخاص الذين يساعدونهم يجب أن يوضحوا أولاً مخاوفهم ومشاكلهم الحياتية ("عمل غير مكتمل") بقدر الإمكان وقبول موتهم قبل أن يتمكنوا من اللجوء إلى الموت بطريقة مفيدة. تم استخلاص المراحل الخمس للموت من قبل Kübler-Ross من مقابلات مع أشخاص مصابين بأمراض مميتة يصفون عمليات التكيف النفسي في عملية الاحتضار. يشار إلى المراحل الخمس على نطاق واسع، على الرغم من أن كوبلر روس نفسها تشكك بشكل حاسم في صحة نموذج المرحلة الخاص بها عدة مرات. تتضمن بعض انتقاداتها الذاتية ما يلي: لا يتم اختبار المراحل بترتيب ثابت واحدًا تلو الآخر، ولكن يمكن أن تتناوب أو تتكرر ؛ قد لا يتم اختبار بعض المراحل على الإطلاق ؛ قد لا يحدث القبول النهائي لموت المرء في كل حالة. في رعاية نهاية الحياة، يتم إعطاء مساحة للصراع النفسي، ولكن التأقلم مع المراحل نادرًا ما يتأثر من الخارج.
في البحث الدولي حول الاحتضار، هناك عدد من الاعتراضات القائمة على أسس علمية على نموذج المرحلة والنماذج التي تصف الموت من حيث السلوكيات المرحلية بشكل عام. قبل كل شيء، يُنظر إلى الاستخدام الساذج لنموذج الطور بشكل نقدي وحتى في الكتب المتخصصة، لم يتم ذكر الأمل - وهو جانب مركزي من نموذج المرحلة لكوبلر روس.

### العوامل المؤثرة
أدى النقد القائم على أسس علمية لنماذج المرحلة إلى التخلي عن تحدي عملية الاحتضار على مراحل، وبدلاً من ذلك إلى تفصيل العوامل التي تؤثر على مسار الاحتضار. استنادًا إلى نتائج الأبحاث من العديد من العلوم، يقول روبرت جيه كاستنباوم، "تتحد الفردية والعالمية في الموت." العوامل المؤثرة هي العمر والجنس والعلاقات الشخصية ونوع المرض والبيئة التي يتم فيها العلاج والدين والثقافة. هذا النموذج هو الواقع الشخصي للشخص المحتضر، حيث يشكل الخوف والرفض والقبول جوهر مواجهة الشخص المحتضر مع الموت.
تبنى Ernst Engelke نهج Kastenbaum وطوره بشكل أكبر مع الأطروحة، "كما أن حياة كل شخص فريدة من نوعها، كذلك يكون موتهم فريدًا. ومع ذلك، هناك أوجه تشابه في وفاة جميع الناس. ووفقًا لهذا، فإن جميع الأشخاص المصابين بمرض عضال لديهم من الأمور المشتركة أنهم يواجهون الإدراك والمسؤوليات والقيود التي تعتبر نموذجية للموت. " على سبيل المثال، الإدراك المميز هو أن المرض يهدد حياتهم. تنجم القيود النموذجية عن المرض والعلاجات والآثار الجانبية. في نموذج إنجلكه، تنتج الجوانب الشخصية والفريدة للموت عن تفاعل العديد من العوامل في التعامل مع الإدراك والمسؤوليات والقيود. تشمل العوامل المهمة ما يلي: التكوين الجيني والشخصية والخبرة الحياتية والموارد الجسدية والنفسية والاجتماعية والمالية والدينية والروحية ؛ نوع ودرجة ومدة المرض، والعواقب والآثار الجانبية للعلاج، وجودة العلاج والرعاية الطبية، والمواد المحيطة (مثل أثاث الشقة، والعيادة، والمنزل) ؛ والتوقعات والمعايير وسلوك الأقارب ومقدمي الرعاية والأطباء والجمهور. وفقًا لإنجلكه، فإن تعقيد الاحتضار وتفرد كل شخص يحتضر يخلق مبادئ توجيهية للتواصل مع الأشخاص المحتضرين.

### الوعي
جنبًا إلى جنب مع المهنيين الطبيين والأقارب، ينخرط علماء الاجتماع وعلماء النفس أيضًا في مسألة ما إذا كان من الأخلاقي إبلاغ المرضى المصابين بأمراض مميتة بالتشخيص الخاطئ، أو التشخيص غير المؤكد. في عام 1965، نشر عالما الاجتماع بارني ج. في الوعي المغلق، الأقارب ومقدمو الرعاية والأخصائيون الطبيون هم وحدهم الذين يتعرفون على حالة المريض ؛ المريض نفسه لا يتعرف على موته. في الوعي المشتبه به، يشتبه المريض في ما يعرفه المحيطون به، لكن لا يتم إخبارهم من قبل أقارب المهنيين الطبيين. في وعي التظاهر المتبادل، يعرف جميع المشاركين أن الشخص يحتضر، لكنهم يتصرفون كما لو أنهم لا يعرفون. في Open Awareness، يتصرف جميع المشاركين وفقًا لمعرفتهم.
وقد دعت حركة المسنين في المملكة المتحدة على وجه الخصوص منذ ذلك الحين إلى تفاعل مفتوح وصادق وموثوق. لا يصبح الموقف أسهل بالنسبة لجميع المعنيين إذا تم تجنب المحادثات الصعبة ؛ بل إنها تكثف وربما تؤدي إلى علاقة ثقة مضطربة بين الناس، مما يجعل المزيد من العلاج أكثر صعوبة أو استحالة.